# 나규호
나규호(羅圭浩, 1989년 3월 28일 ~ )는 전 KBO 리그 LG 트윈스의 투수이다.

## LG 트윈스시절
2012년에 입단하였다.

## 출신 학교
- 남천초등학교
- 경남중학교
- 경남고등학교
- 동아대학교
- JP 평일리그 " 시나브로"소속